# 野口英世

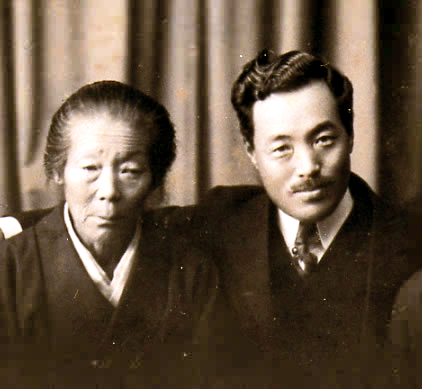
野口英世与母亲野口鹿

野口英世（日语：／ Noguchi Hideyo，1876年11月9日—1928年5月21日）是一名日本醫生、細菌學家、基督教徒。出生在福島縣耶麻郡三和村（現今的豬苗代町）。他對細菌學有深入的研究，並為研究黃熱病前往西非英屬黃金海岸（今加納共和國）生活，因感染黄热病離世，享年51歲。為紀念其貢獻，2004年11月後改版的1000日圓紙幣印有他的肖像。

## 生平
1876年11月9日，野口英世出生在福島縣一個農民家庭，肖子。父親名為佐代助、母親名叫鹿（シカ）。幼名叫作“清作”。因為年幼時左手被火燒傷，手指都黏在一起。常受到歧視與欺負，卻不服輸而且勵志向學。因為成績優秀，成為當時學校的「生員」（代課老師），有時代替老師站上講台。雖然家境清貧，但在恩師小林榮的幫助之下，仍然能入讀高等小學。也由於周遭人們的幫助，得以為燙傷的左手動了手術。看了為自己治療的醫生渡部鼎的身影而立志於醫學。
1893年豬苗代高等小學畢業後，在血脇守之助的幫助下，進到東京芝的伊皿子坂上的高山齒科醫學院（今東京齒科大學）裏打雜，並在濟生學舍（今日本醫科大學）裏學習醫學。
1896年，20歲便取得醫生證書。
1897年，开始在顺天堂医院工作。
1898年，改名「英世」，並在高山齒科醫學院擔任講師。同一年，開始在北里柴三郎的北里傳染病研究所服務。
1899年，擔任西蒙·弗萊克斯納（Simon Flexner）博士來日的引導工作，探詢了遠渡美國的可能性。
1900年，經由北里柴三郎的介紹，到美國賓夕法尼亞大學擔任西蒙·弗萊克斯納博士的助手，開始了蛇毒的研究工作。 。
1904年，在洛克菲勒醫學研究所任職。
1911年8月，發表了「梅毒螺旋菌純粹培養成功」，他的名字也一躍轟動了世界醫學界，並且陸續發表了小兒麻痺的特定病原體及狂犬病的特定病原體等輝煌成果（在1914年、1915年因此被提名諾貝爾生理學醫學獎）。與美國人瑪麗·洛雷塔·達迪斯結婚。
1915年9月，在横滨港許多人迎接他的歸來，在日本期間受到許多邀請前往演講。這是他前往美國後首次回日本，也是最後一次回國。
1918年，為了研究黃熱病、奧羅亞熱、小兒麻痺症以及沙眼，野口英世頻繁地到中美洲與南美洲旅行。1923年，獲任命為帝国学士院会員，1928年，野口英世為了研究黃熱病而前往西非的黃金海岸（今加納），試圖證明黃熱病的致病體是螺旋菌而非病毒。
1928年5月21日，由於感染黃熱病而在黃金海岸的阿克拉死去，享年51歲。死後葬於美國紐約的伍德劳恩公墓。

## 軼聞
- 野口英世生活貧苦，但极度揮霍。1900年艱難籌措的500元去美國的錢皆由恩師小林榮、舊友、假裝答應一樁與斉藤文雄醫師的姪女斉藤ます子的婚事得来的金錢支援等募集而來，然而這些錢在與朋友的歡送會上就花得所剩無幾。於是他再次向贊助人東京高山齒科醫學院幹事血脇守之助（日语：血脇守之助）醫師借錢，血脇守之助因為先前給予其的鉅額籌措款後已阮囊羞澀，只好直接跑到高利貸錢莊，把衣服、家具、房子全部抵押，再次給他一筆300元贊助金。至於當初隨便應下的婚事，野口英世5年後拒絕和斉藤ます子結婚，而當初拿走的錢也是由血脇守之助代為償還300元。[2]

- 1913年野口英世被檢出梅毒及其造成的主動脈瓣關閉不全（aortic insufficlency），但拒絕接受洛克斐勒醫院的追蹤、治療。[3][4]

- 野口英世與初戀的對象山內ヨネ是在教會認識。山內ヨネ後來成為會津第一位開業的女醫生，1915年野口英世回日本時雙方留下合影。[5]

- 野口英世成名後，渡部毒樓寫了一本關於他的傳記《發見王 野口英世》[6]。野口在閱讀後對其隱惡揚善、無限美化的內容感到不愉快，並說出「沒有人可以那麼完美的」的評語。[7][8]

## 評價
- 1913-1915年、1920年、1921年、1924年-1927年，野口英世曾被數度提名諾貝爾醫學獎[9]。

- 野口英世的研究成果始終被質疑是錯誤的[10]，例如：他認為顆粒桿菌（事實上是砂眼衣原體）導致沙眼、特定小兒麻痺病原體是錯誤的、特定狂犬病病毒也是錯誤的、培養出來的梅毒螺旋菌不具應該有的傳染性，且無法被他人以相同方式培養出來、認為細菌是黃熱病的病原，而同為洛克菲勒研究所研究員認為野口對黃熱病的病理學一無所知，並批評他不願對虛假聲稱進行撤銷，是個不誠實的研究者。後來證實黃熱病是由病毒造成的。[11][12] [13][14]

- 野口英世因為梅毒螺旋菌培養成功而在當時受到廣泛讚賞，然而在進一步研發類似結核菌素試驗檢測方式的梅毒皮膚試驗（luetin skin test）時進行人體試驗，嚴重違反醫學倫理，在未事前告知並獲得同意的情況下即以46名2歲到18歲孤兒院的兒童和未成年人、190名成人或小孩因其他疾病住院者作為試驗對象，使其蒙受可能患上梅毒及其他病症的風險。[15]

- Isabel Rosanoff Plesse所著的《野口英世與他的生涯》（Noguchi and His Patrons）[16]中認為他的研究在今天看來幾乎都沒有意義。當時沒有人察覺，完全是因為他的背後存在著一位權威—Simon Flexner，而阻擋了檢驗和批判的緣故。[17][18]

- 野口英世當年是享譽國際的細菌學者，在日本被視為國民英雄，死後更因努力就學的事蹟廣泛被視為標竿，然而在日本細菌學的教材中並未提及他。[2]

- 二〇〇四年六月發行的洛克斐勒大學定期宣傳雜誌刊載了一篇有關野口英世的報導，語氣相當奇妙。文章帶著揶揄的口吻說，面向六十六街的洛克斐勒大學警衛室，最近接到不少日本觀光客的請託，希望看一看圖書館二樓的野口英世銅像。有一天旅行社甚至安排來了三輛大型遊覽車，胸前掛著相機的日本人輪流在銅像前拍照，圖書館的管理員很有耐性的陪著他們直到拍攝完畢。野口英世在此二十三年，但今天校內幾乎沒人記得他。[18]

## 對後世的影響

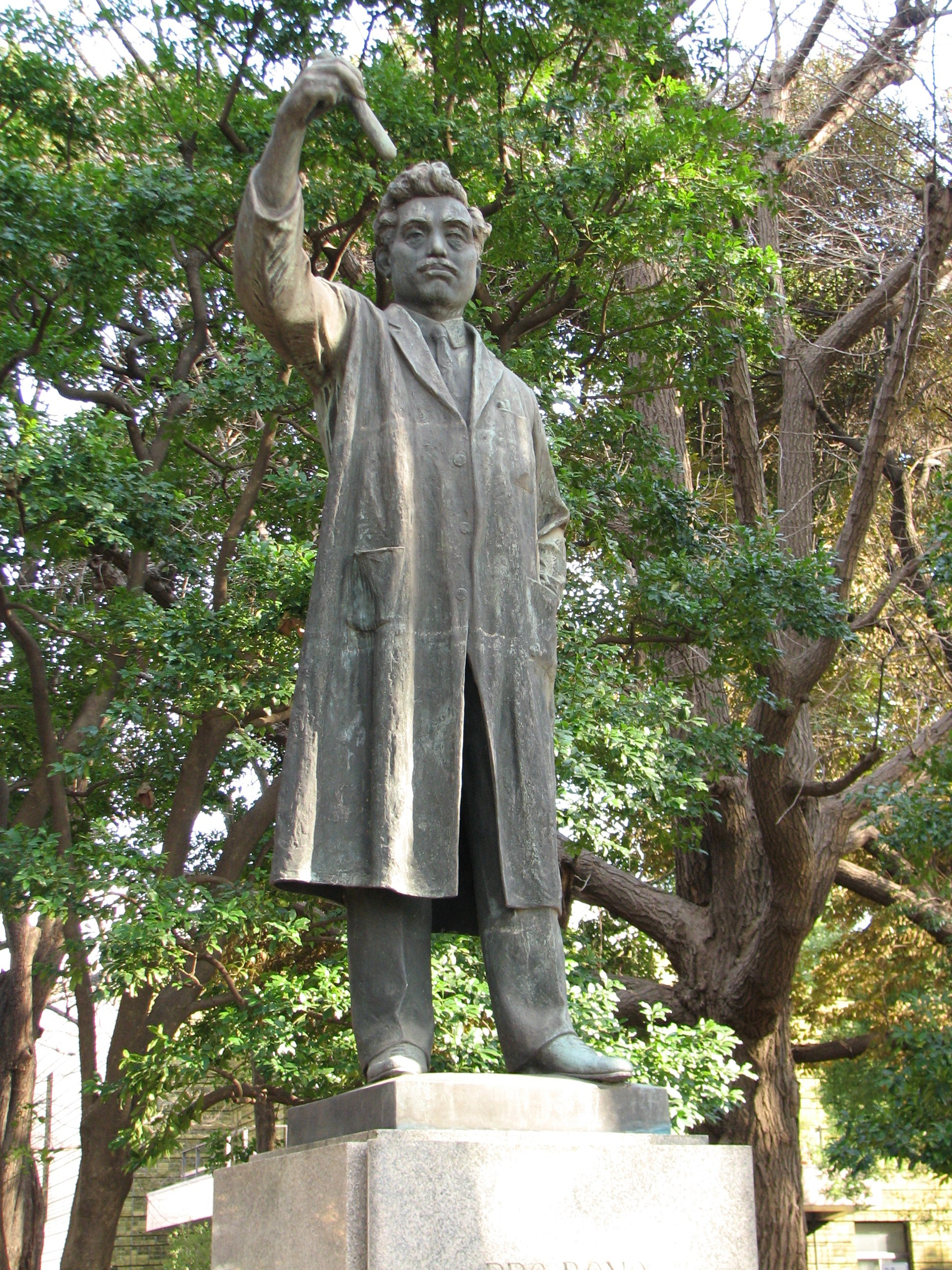
野口英世於上野公園的銅像

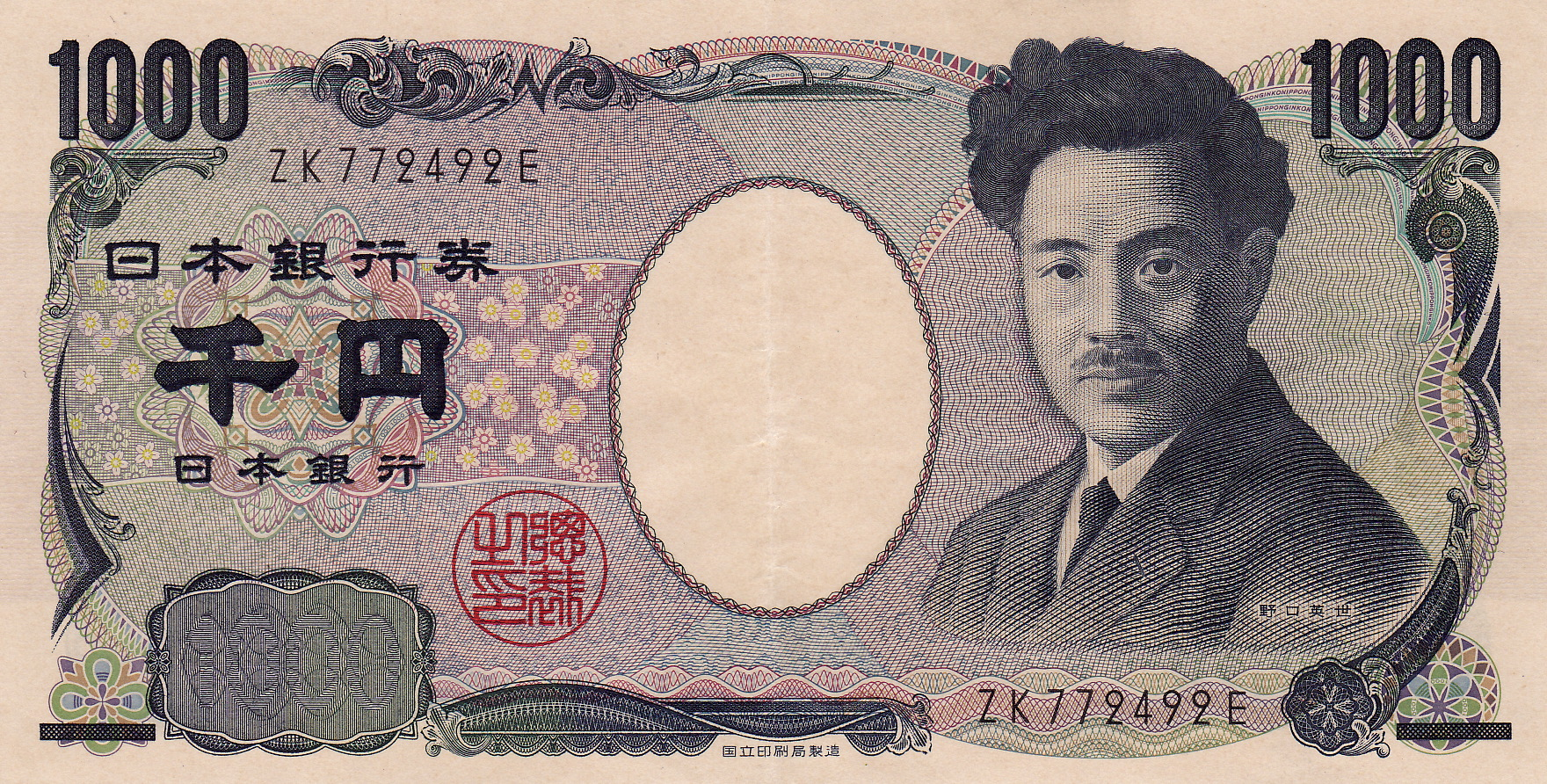
日本銀行於2004年發行的一千日圓紙幣，正面圖案有野口英世的肖像在內

- 2004年11月1日發行的日圓1000圓鈔票印有他的肖像。
- 1970年代，有大量以小學生為對象的野口英世關連書籍發行。其後不少日本醫科的學生都聲稱要以他為榜樣。
  - 這個特殊的出版現象，亦被當時出版的漫畫記錄了。在當中至少兩集《多啦A夢》漫畫，大雄父親給大雄買了野口英世的傳記要他看，但為大雄所拒絕。
  - 在《櫻桃小丸子》中，山根重讀了野口英世的傳記，對其充滿崇拜。然而杉山表示只聽過野口英世的名字不知其人，讓大家驚訝。
- 2004年9月13日，野口英世出生地的郵政局，即福島縣耶麻郡豬苗代町的“翁島郵局”改名為「野口英世里郵局」。
- 野口英世紀念醫學獎 - 財團法人野口英世紀念會於1957年創設[19]

## 外部連結
- 美国野口英世财团 （页面存档备份，存于）
- 野口英世纪念馆 （页面存档备份，存于）
- 野口英世之里郵局
- 生平事跡簡介